# Börsgruppen
| Lärosäte        | Linköpings universitet |
| Ort             | Linköping              |
| Ordförande      | Ludvig Söderberg       |
| Antal medlemmar | ca 5300                |
| Grundat         | 2001                   |
| Webbplats       | borsgruppenliu.com     |

Börsgruppen vid Linköpings universitet är en studentförening med inriktning mot finans och entreprenörskap. Föreningen var från början ett samarbete mellan ELIN och I-sektionen (2001) men är idag en fristående förening där medlemskap är gratis och alla studenter vid Linköpings universitet är välkomna att bli medlemmar. Föreningen har en styrelse på 9 personer och antalet medlemmar är ca 5300. Styrelsen består av ordförande, vice ordförande, kassör, sekreterare, fyra utskottsordförande och VD:n för Börsgruppen Asset Management.

## Utskott
Börsgruppen är huvudsakligen uppdelat i 5 stycken olika utskott. Dessa är; Eventutskottet, Näringslivsutskottet, Utbildningsutskottet, Börsgruppen Asset Management samt Marknadsföringsutskottet. Utöver dessa finns även en extern valberedning som ansvarar för nomineringar av förtroendeposter samt ett alumniutskott. Alumniutskottet består i regel av gamla styrelsemedlemmar och har i uppgift att bland annat främja och bibehålla kontakt med gamla alumner samt att utföra strategiska arbeten. 

### Eventutskottet
Eventutskottet ansvar för att planera och genomföra Börsgruppens interna event såsom kick-off och sittningar. 

### Utbildningsutskottet
Analysutskottets uppgift är delvis att boka och organisera inspirationsföreläsningar för Börsgruppens medlemmar. Utskottet utför även, vid ett flertal tillfällen per termin, dom uppskattade excel- och aktieutbildningen. Dessa utbildningar är uppdelade i tre delar för att såväl novisa samt erfarna medlemmar ska lära sig något nytt. 

### Näringslivsutskottet
Näringslivsutskottet är det utskott som för den största delen av Börsgruppens kommunikation med näringslivet. Näringslivsutskottets har även som uppgift att boka föreläsningar för Börsgruppens medlemmar med intressanta och relevanta företag. 

### Marknadsföringsutskottet
Marknadsföringsutskottet huvudsakliga uppgift är att marknadsföra föreningen för icke-medlemmar vid Linköpings universitet. Utskottets har även som uppgifter som att marknadsföra alla av Börsgruppens event, uppdatera föreningens grafiska profil samt kommunikation via sociala medier.

## Börsgruppen Asset Management (BAM)
Börsgruppen Asset Management, BAM, är ett helägt dotterbolag till Börsgruppen som ansvarar för att förvalta delar av Börsgruppens kapital. BAM bildades 2017 på initiativ av Börsgruppens styrelse och bedrivs Börsgruppen Asset Management fristående från Börsgruppens styrelse. Börsgruppen finns däremot representerat i BAM:s styrelse. På beslut från Börsgruppens styrelse verksamhetsåret 2020/21 gick BAM och Analysutskottet samman. BAM är även den första, och enda, investeringsfond vid Linköpings universitet. BAM tillhandahåller även företagsanalyser och värderingar för Börsgruppens medlemmar.

## Projekt

### Investeringsmånaden (IM)
I februari månad, varje år, går Börsgruppens största event: Investeringsmånaden av stapeln. Investeringsmånaden, IM, består av en hel månad fylld av inspirations samt företagsevent från intressanta personer och företag från näringslivet. Under IM sker även andra aktiviteter såsom aktie- och excelutbildningar och aktietävling. 

### London- och Stockholmsrean
Utöver föreläsningar och diverse utbildningar så organiserar även Börsgruppen två resor per läsår. En till London och en till Stockholm där den gemensamma nämnaren för dessa resor är att medlemmar ska få en unik insyn på hur det fungerar på företagens (nästan uteslutande banker) arbetsplatser. 

### Women Finance Day
Women Finance Day, WFD, är ett gemensamt projekt mellan Börsgruppen, Ekonomföreningen vid Linköpings universitet (ELIN) samt I-sektionen vars syfte är att uppmärksamma kvinnor inom finansbranschen samt att främja kvinnors, vid Linköpings universitet, finansintresse. 

### Podd
Börsgruppen driver även en podd vid namn Vargen i Valla där bland annat företag och investeringsstrategier diskuteras för att inspirera Börsgruppens medlemmar med sitt sparande. Podden har även ett stort fokus på de företag som finns lokalt i Linköping. Podden har tidigare varit aktiv i ett flertal år men återuppstod hösten 2020 efter några år på is. 

## Tidigare ordföranden
- HT/VT 2007 David Bagge
- HT 2012 Markus Kuusinen
- VT 2013 Felix Dahl
- HT 2013 Simon Nilsson
- VT 2014 Idris Qaderi
- HT 2014 Gustav Rutberg
- VT 2015 Elliot Magnusson
- HT 2015 Mohammed Abu Hashim
- VT 2016 John von Knorring
- HT 2016 Betel Mengis
- VT 2017 Herman Svensk
- HT 2017 Bruno Sundelin
- VT 2018 Erik Sidén
- HT 2018 Lovisa Persson
- VT 2019 Oscar Sandberg
- HT 2019 Boris Wu
- VT 2020 August Johnsson
- HT 2020 Christoffer Johansson
- VT 2021 Anton Johansson
- HT 2021 Ola Olofsson
- VT 2022 Anna Rosén
- HT 2022 Anna Johansson